# 徐謀俊
徐謀俊（1993年11月12日—），臺灣男藝人，大學時期因陪學妹參與學生製片試鏡，被學生導演相中，有機會參與金穗獎獲獎短片《飲料大作戰》的演出，初試啼聲。

## 生平
徐謀俊的父親是田徑選手及籃球教練，哥哥也是體育老師。
徐謀俊從小與哥哥熱愛打籃球，國中時曾擔任籃球隊隊長，後受表哥影響愛上網球，曾一度想成為職業運動選手；後來，徐謀俊考取至美國交換的獎學金，在美期間曾與搭檔拿下全市網球冠軍，因而在冬季被教練相中加入籃球隊、進行訓練。出國讀書卻因膚色遭受不平等對待，父親改以貸款方式讓徐謀俊轉至紐西蘭求學。
徐謀俊考上大葉大學英語系，大一至大三期間曾參與系上的「扶英計畫」，擔任弱勢家庭的英文志工；曾代表學校參加全大運網球項目；徐謀俊曾一度想主持旅遊節目，2016年，大三的徐謀俊陪同學妹參與《飲料大作戰》試鏡而意外成為男主角，開啟演員生涯。

## 演藝發展
曾與蔡凡熙同時選進群星瑞智經紀公司的新人演員訓練，經紀約則簽給華聯國際旗下華華菁英，參與了HTC手機廣告拍攝並模仿王大陸。同時也參與電影《紅衣小女孩2》選角，與吳念軒同時爭取「虎爺」一角，最後未獲錄取。出道一年內拍攝電視劇《後菜鳥的燦爛時代》、中泰合資電視劇《暹羅公學》、「大陸紅米機微電影」。
2016年12月，離開華華菁英，其母公司華聯國際也發表聲明新聞稿，因公司經營策略調整，故而暫時不考慮經營藝人經紀。
2021年，參加全明星運動會第三季，並成為選秀狀元，人氣蒸蒸日上。
2022年，參加《娛樂百分百》的《凹嗚狼人殺》單元，並拿到2022年第一屆季冠軍。

## 影視作品

### 電視劇
| 首播   | 電視台                   | 劇名                                 | 角色                   |
| 2016年 | 三立都會台               | 後菜鳥的燦爛時代                     | COCO(高中舞會不良少年) |
| 2016年 | ETtoday「播吧」          | 同性戀v.s異性戀 『在愛裡我們都一樣』 | 徐謀俊（異性戀）       |
| 2017年 | ETtoday「播吧」          | 社畜時代                             | 徐謀俊（辦公室小助理） |
| 2018年 | 民視                     | 實習醫師鬥格                         | 丁志超                 |
| 2019年 | TVBS歡樂台               | 天堂的微笑                           | 年輕孫又翔             |
| 2019年 | 台視、東森綜合台         | 男神時代                             | 林智晟                 |
| 2020年 | TVBS歡樂台、愛奇藝台灣站 | 墜愛                                 | 阿南                   |
| 2020年 | KKTV                     | 2020因為愛你                         | 林尋                   |
| 2020年 | 三立都會台               | 我的青春沒在怕                       | A Sam（郭帷珩）        |
| 2025年 | KKTV                     | 印象·青春                            | 余行                   |

### 網劇
| 首播   | 平台    | 劇名         | 角色   |
| 拍攝中 | Youtube | 嬌妻芳齡幾許 | 顧衍生 |

### 微電影
| 首播   | 劇名                          | 角色   | 備註                       |
| 2012年 | 追緝三十                      |        | 榮獲第九屆麒麟影展最佳剪輯 |
| 2013年 | 超人綠腳趾                    |        | 榮獲金穗獎最佳美術         |
| 2014年 | 尋己                          |        |                            |
| 2014年 | 五點二十分                    |        |                            |
| 2014年 | 勞動部創新微電影              |        |                            |
| 2015年 | 飲料大作戰                    | 男配角 |                            |
| 2016年 | 台藝大微電影-空襲警報         | 男主角 |                            |
| 2017年 | 都會人生-在愛裡我們都一樣系列 | 男主角 |                            |
| 2017年 | 最初的自己                    | 男主角 |                            |
| 2018年 | 命岐者                        |        |                            |
| 2019年 | 萬德浮史貝斯                  | 小蟲   |                            |

### 電影
| 首播   | 劇名       | 角色         | 備註     |
| 2016年 | 皇城冥府   | 男主角       | 中國電影 |
| 2017年 | 飆風老爹   | 配角         |          |
| 2017年 | 死神點名簿 |              |          |
| 2017年 | 舞極限     | 明           |          |
| 2017年 | 醉後愛上你 |              |          |
| 2019年 | 寒單       | 林正昆(少年) |          |
| 2019年 | 玩命貼圖   | 江柏恩       |          |
| 2023年 | 溟溟       |              |          |

### 綜藝節目
| 首播                        | 劇名                   | 角色     | 備註     |
| 2021年12月5日-2022年4月10日 | 《全明星運動會》第三季 | 紅隊成員 | 男子狀元 |

### 舞台劇
| 首播   | 劇名             | 角色   | 備註 |
| 2020年 | 歡迎光臨主廚之家 | 徐哲平 | 店長 |
| 2022年 | 歡迎光臨主廚之家 | 徐哲平 | 店長 |

### 見面會
| 時間           | 名稱                             | 備註 |
| 2020年 3月15日 | 《2020因為愛你》謝謝你愛我感謝會 |      |
| 2021年 4月3日  | 歡迎光臨主廚之家見面會           |      |

### 音樂錄影帶
| 年份            | 歌手           | 歌名                                    |
| 2014年 6月16日  | 大葉大學       | 《大葉大學103學級畢業MV _旅》           |
| 2015年 09月11日 | 劉若英         | 《我懂了》                              |
| 2018年 02月14日 | 荒山亮         | 《最初的自己》                          |
| 2019年 06月13日 | 盧廣仲         | 《一坪半 4.95m² Dream》                 |
| 2019年 04月9日  | F.I.R.飛兒樂團 | 《愛上屬於你的天空 In The Name Of You》 |
| 2021年9月21日   | 古曜威         | 《一路向前》                            |
| 2022年 01月26日 | 焦凡凡         | 《再見了 親愛的》                       |

## 廣告
- 2015年〈紅米Note2〉（廣告微電影）
- 2015年〈Canon〉（印表機廣告微電影）
- 2015年〈HTC Desire 728〉（我的728時代微電影/男主角）
- 2016年〈麥香紅茶〉（平面及微電影/男主角）
- 2018年 〈飛柔無矽靈洗髮精〉（廣告男主角）

## 獎項
- 《凹嗚狼人殺》2022年第一屆季冠軍

## 外部連結
- 徐謀俊的Facebook專頁
- 徐謀俊的Instagram帳戶
- 徐謀俊的新浪微博